# Excelsior (Belgisch automerk)

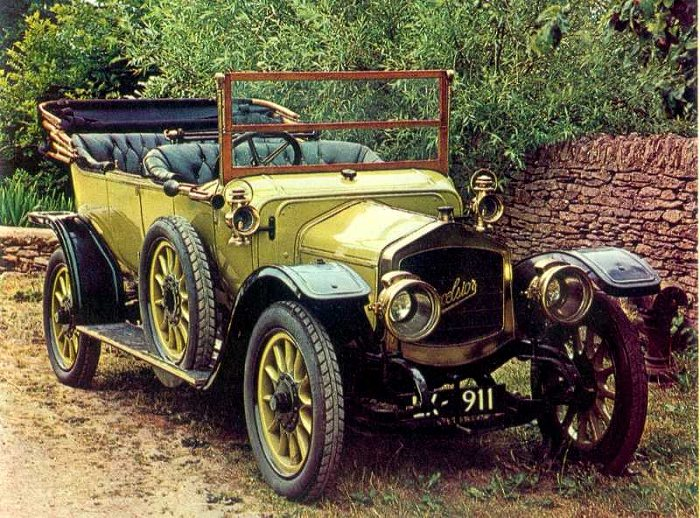
Excelsior uit 1911

Excelsior was een Belgisch automerk, vergelijkbaar met Minerva, maar minder bekend door zijn lage productie. 
Het werd opgericht door Arthur De Coninck eind 1903 te Brussel.
In 1907 verhuisde de werkplaatsen van de Tervurenlaan naar de Turkijestraat. Het eerste model was een viercilinder met een cardanoverbrenging. Door het grote succes was De Coninck verplicht om uit te breiden. In 1909 kocht hij de fabriek van Belgica in Zaventem (vlak buiten Brussel). De NV Automobiles "Excelsior" werd opgericht, als opvolger van het bedrijf A. De Coninck & Cie, op 4 januari 1910 bij akte verleden voor Notaris Henri Bourguignon te Marche.
In 1927 fusioneert Excelsior met Imperia. Men stopte de productie van Excelsior te Zaventem in 1928, de fabriek werd van dan af gebruikt voor het produceren van carrosserieën voor Imperia. In 1932 is het dan definitief gedaan met Excelsior.
Net zoals zijn Belgische concurrent Minerva produceerden zij erg luxueuze wagens voor de gegoede klasse, maar met een iets sportiever imago.